# Setodiplosis unifaria
Setodiplosis unifaria är en tvåvingeart som beskrevs av Fedotova 2006. Setodiplosis unifaria ingår i släktet Setodiplosis och familjen gallmyggor. Inga underarter finns listade i Catalogue of Life.